# Badrachyn Odonczimeg
Badrachyn Odonczimeg (mong. Бадрахын Одончимэг;ur. 12 października 1981) – mongolska zapaśniczka w stylu wolnym. Olimpijka z Pekinu 2008, gdzie zajęła dziesiąte miejsce w kategorii 55 kg.
Siedmiokrotna uczestniczka mistrzostw świata, trzecia w 2009. Brązowa medalistka na igrzyskach azjatyckich w 2006. Zdobyła siedem medali w mistrzostwach Azji – srebrne w 2008, 2012, 2013 i 2015; brązowe w 2007, 2009 i 2011. Druga w Pucharze Świata w 2010; trzecia w 2013; piąta w 2014; szósta w 2009 i 2012. Brązowa medalistka wojskowych MŚ w 2018. Uniwersytecka wicemistrzyni świata w 2006 roku.